# White Sewing Machine Company
La White Sewing Machine Company fu un'azienda statunitense di macchine da cucire, fondata nel 1858 e situata a Templeton.

## Storia
Fondata da Thomas H. White come White Manufacturing Company e con stabilimento a Cleveland dal 1866, prese il nome di White Sewing Machine Company quando venne incorporata nel 1876.
La White Motor Company fu fondata dalla famiglia White, come entità separata dal gruppo, nel 1900.
L'azienda, che cambiò nome in White Consolidated Industries nel 1964, fu acquisita nel 1986 dalla Electrolux, che nel 2006 ne vendette la linea a marchio Husqvarna, mentre il marchio White fu utilizzato per i prodotti low-entry. Il marchio White-Westinghouse rimane di proprietà della Electrolux ed è l'unico rimasto della White Sewing, senza però marchiare nessuna macchina da cucire.
I marchi Husqvarna Viking, Singer e Pfaff sono divenuti proprietà della SVP Worldwide.

## Galleria d'immagini

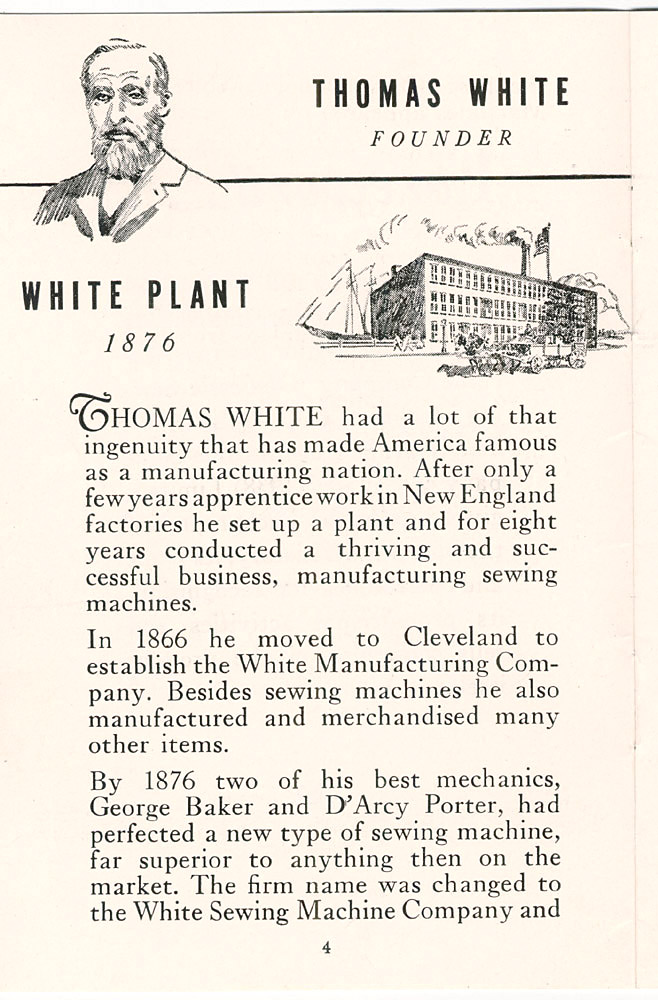
Un'immagine di Thomas White
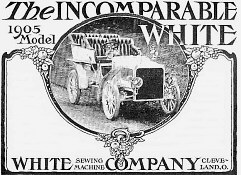
Una pubblicità della White Sewing Machine Company

## Nella cultura popolare
Nel film del 1976 di Brian De Palma Carrie - Lo sguardo di Satana, la madre della protagonista usa cucire con una macchina storica White.